# St. Louis Post-Dispatch
O St. Louis Post-Dispatch é um jornal diário norte-americano situado em St. Louis, Missouri. Fundado em 12 de dezembro de 1878 por Joseph Pulitzer, atualmente pertence à Lee Enterprises, sendo referido como o maior jornal em circulação da área metropolitana da cidade. Além disso, em toda sua história, foi vencedor de dezenove medalhas no Prêmio Pulitzer. Em 2016, sua circulação diária girava em torno de 98 mil unidades, sendo que aos domingos esse número alcançava as 157 mil cópias.